# Michail Semjonov (längdskidåkare)
Michail Aleksejevitj Semjonov (ryska: Михаил Алексеевич Семёнов, belarusiska: Міхаіл Аляксеевіч Сямёнаў, Michail Aljaksejevitj Siamjonaŭ, łacinka: Michaił Alaksiejevič Siamionaŭ), född 6 februari 1986 i Ostrov i Pskov oblast i dåvarande Ryska SFSR i Sovjetunionen (nu Ryssland), är en rysk-belarusisk längdskidåkare.
[uppföljning saknas]